# Operación Malaya (miniserie de televisión)
Operación Malaya es una miniserie de televisión producida por Mediapro y Versátil Cinema para la cadena de española TVE, estrenada el viernes 14 de enero de 2011.

## Argumento
La serie relata los hechos reales relacionados con el caso Malaya, una operación judicial que contra la corrupción urbanística en la ciudad malagueña de Marbella que tuvo lugar durante los gobiernos del Grupo Independiente Liberal (GIL) liderados Julián Muñoz y Marisol Yagüe. Esta serie se desarrolla a partir de la vida del juez instructor del caso Miguel Ángel Torres Segura, como desde la de los policías implicados en la investigación y también desde la de Juan Antonio Roca, principal imputado y artífice de la trama corrupta. Se narran las dificultades que encuentra la justicia para llevar a cabo su labor, pese al conocimiento no probado de la situación y por otro lado las dificultades que encuentran los corruptos con sus socios o deudores. En el ámbito más personal se incluyen los conflictos que sufren los diferentes personajes en el curso de la investigación, en ocasiones por su completa y abnegada dedicación al caso. Al final del primer capítulo son detenidos un gran número de implicados entre los que se cuentan Juan Antonio Roca, Julián Muñoz, Marisol Yagüe, el juez Mejías o el empresario Israel Márquez. El juez Torres es finalmente trasladado a Granada.

## Reparto[2]
| Actor              | Personaje                                  |
| ------------------ | ------------------------------------------ |
| Javier Rey         | Juez Miguel Ángel Torres                   |
| Jose A. Bengoetxea | Inspector Campo                            |
| Javier Mora        | Inspector Linares                          |
| Francesc Albiol    | Juan Antonio Roca                          |
| Lolo Herrero       | Jorge Huesca                               |
| Mariola Ruiz       | Ana (novia de Miguel Ángel Torres)         |
| Carlos Olalla      | Fiscal López Caballero                     |
| Manu Fullola       | Juez Mejías                                |
| Toni Martínez      | Carlos Bartel (Jefe de la UDYCO de Málaga) |
| Sara Nieto         | Esperanza (funcionaria judicial)           |
| Andrés Cavallín    | Velasco                                    |
| Reg Wilson         | El Inglés                                  |
| Fernando Albizu    | Jesús Gil                                  |
| Juanjo Cucalón     | Julián Muñoz                               |
| Carmen Sánchez     | Marisol Yagüe                              |
| Noel Olive         | Isabel García Marcos                       |
| Mar Saura          | Arantxa (contacto de Roca en Madrid)       |
| Manuel Dueso       | Andrés Ferraz                              |
| Carlos Viaga       | Manuel Rodríguez                           |
| Yaiza Guimaré      | Marta                                      |
| Anna Cortés        | Julia Campos                               |
| Belén Cuesta       | Clara                                      |
| Alicia Pérez       | Inés Suárez                                |
| Rafa Calatayud     | Israel Márquez                             |
| José Sais          | Santiago Gómez                             |
| Victoria Mora      | Merche                                     |
| Aina Lanaspa       | María Roca                                 |
| Oscar Foronda      | Abogado de Roca                            |
| Javier Gil         | Empleado de Roca                           |
| José A. Martínez   | Técnico de escuchas                        |
| Said El Mouden     | Halabi                                     |
| Carlos Vicente     | Daniel Perea                               |
| Alejandro Ferrer   | Municipal 1                                |
| Oriol Ruiz         | Asuntos Internos 1                         |
| Carlos Fábregas    | Asuntos Internos 2                         |
| Montse Miralles    | Mujer Bar Gasolinera                       |
| Carles Arquimbau   | Superior de Torres (CGPJ)                  |
| Pep Payo           | Portero                                    |
| Josep Sabat        | Inspector 1                                |